# Шуляк (рід птахів)
Шуля́к (Aviceda) — рід яструбоподібних птахів родини яструбових (Accipitridae). Представники цього роду мешкають в Африці, Азії і Австралазії.

## Опис
Шуляки — хижі птахи середнього розміру, їхня довжина становить 28-48 см, розмах крил 64-117 см, вага 168-448 г. На голові у них є помітний чуб, а на верхній частині дзьоба два зубчатих виступа. Вони живляться комахами та іншими безхребетними.

## Види
Виділяють п'ять видів:.
- Шуляк африканський (Aviceda cuculoides)
- Шуляк мадагаскарський (Aviceda madagascariensis)
- Шуляк азійський (Aviceda jerdoni)
- Шуляк австралійський (Aviceda subcristata)
- Шуляк чорний (Aviceda leuphotes)

## Етимологія
Наукова назва роду Aviceda походить від сполучення слів лат. avis — птах і лат. cida — вбивця (від caedere — вбивати).